# マスード・エスマイルプール
マスード・エスマイルプール・ジュイバリ (ペルシア語:  مسعود اسماعیل‌پور جویباری、ラテン表記:Masoud Esmaeilpour、1988年8月6日 - ) は、イランのレスリング選手。マーザンダラーン州ジュイバル出身。